# Purnia
Purnia (en hindi: पूर्णिया ) es una ciudad de la India, centro administrativo del distrito de Purnia, en el estado de Bihar.

## Geografía
Se encuentra a una altitud de 41 m s. n. m. a 305 km de la capital estatal, Patna, en la zona horaria UTC +5:30.

## Demografía
Según estimación 2011 contaba con una población de 238 054 habitantes.